# Кырнац, Георгий Валерьевич
Георгий Валерьевич Кырнац (род. 22 июня 1998, Москва) — российский футболист, вратарь.

## Биография
Отец Валерий Георгиевич Кырнац родом из Молдавии, бизнесмен. Мать, Маргарита Витальевна, домохозяйка (скончалась в декабре 2019 года). Кырнац родился в Москве, с пяти лет занимался в секции «Спартака» на позиции полевого игрока, в 2007 году перешёл в ЦСКА, за который болел отец, где был переведён в ворота. Играл за молодёжную команду ЦСКА в первенстве России, провёл два матча в юношеской лиге УЕФА. В январе 2016 года в составе юношеской сборной России 1998 г. р. принимал участие в Мемориале Гранаткина, где сыграл в двух матчах — против Эстонии (5:1) и Финляндии (6:1).
Единственный раз за основной состав клуба сыграл 2 октября 2018 года в домашнем матче 2-го тура Лиги чемпионов против мадридского «Реала» (1:0), выйдя на замену в компенсированное время вместо Ивана Облякова после удаления за две жёлтые карточки Игоря Акинфеева — Илья Помазун, имевший статус второго вратаря клуба, был на тот момент травмирован.
22 августа 2019 года перешёл в «СКА-Хабаровск», подписав контракт на три года. За два сезона не сыграл ни одного матча. Перед сезоном 2021/22 после подписания клубом контракта с Дмитрием Хомичем был переведён в «СКА-Хабаровск-2» из второго дивизиона ФНЛ. Первый матч за долгое время провёл 24 июля 2021 года в домашней игре против «Знамени» (3:0). Сыграл 14 матчей и в конце года покинул клуб.
В сентябре 2022 года заявил, что приостановил профессиональную карьеру, после чего начал играть в Медиалиге за ФК «10».